# 2020年の野球
2020年の野球（2020ねんのやきゅう）では、2020年の野球界における動向をまとめる。
2019年の野球 - 2020年の野球 - 2021年の野球

## 出来事

### 1月
- 14日
  - 【アマチュア野球】 2020年度の野球殿堂顕彰者が野球殿堂博物館より発表され、特別表彰部門顕彰者として石井連藏（早稲田大学野球部元監督）並びに前田祐吉（慶應義塾大学野球部元監督）の2名が選出された[1]。
  - 【独立・四国アイランドリーグplus】 徳島インディゴソックスは、新監督として元オリックス・バファローズコーチの吉田篤史の就任を発表[2]。
  - 【独立・四国アイランドリーグplus】高知ファイティングドッグスは、 コーチの本田明浩の昨シーズン限りでの退団[3]、ならびに野手コーチとして勝呂壽統の4年ぶりの復帰を発表した[4]。
- 16日 - 【女子野球】 4月1日に尚美学園大学を活動拠点とし、日本プロ野球の埼玉西武ライオンズが活動を支援する女子硬式野球チームとして埼玉西武ライオンズ・レディースの発足を発表。新チームの監督には新谷博（元埼玉西武ライオンズ投手）が就任し、野球日本女子代表経験者の六角彩子、出口彩香の入団も併せて発表された[5]。
- 24日 - 【独立・ルートインBCリーグ】滋賀ユナイテッドベースボールクラブ（命名権による愛称は「オセアン滋賀ユナイテッドベースボールクラブ」）は、今月から運営会社の企業名が「オセアン滋賀」になった（従来の命名権者が子会社化）ことから、チーム名をオセアン滋賀ブラックスに変更したことを発表した[6]。

### 2月
- 28日 - 【女子高校野球】全国高等学校女子硬式野球連盟は、新型コロナウイルス肺炎の感染拡大を考慮して第21回全国高等学校女子硬式野球選抜大会の中止を決定[7]。

### 3月
- 5日 - 【独立・ルートインBCリーグ】石川ミリオンスターズは、新監督に元福岡ダイエーホークスの田口竜二が就任することを発表した[8]。
- 11日 - 【高校野球】臨時運営委員会が開催され、新型コロナウイルス肺炎の感染拡大を考慮して第92回選抜高等学校野球大会の中止を決定[9]。
- 14日 - 【独立・四国アイランドリーグplus】新型コロナウイルス感染症流行により、公式戦の開幕を4月10日以降に延期することを発表[10]。当初は3月28日の開幕が予定されていた[11]。
- 25日
  - 【独立・ルートインBCリーグ】新型コロナウイルスの感染拡大に伴い、4月11日に予定していたリーグ戦の開幕を4月18日以降に変更することを発表[12]。
  - 【独立・四国アイランドリーグplus】香川オリーブガイナーズは、野手コーチの近藤智勝の監督就任を発表[13][14]。NPB在籍歴のない監督はリーグでは初[14]。総監督の松中信彦は留任する[14]。
- 26日 - 【独立・関西独立リーグ】関西独立リーグは、4月4日に予定していた今シーズンの開幕戦を4月26日に延期することを発表した[15]。
- 27日 - 【独立・四国アイランドリーグplus】「4月10日以降」としていた公式戦の開幕を「4月24日以降」に再度延期すると発表[16]。

### 4月
- 2日
  - 【アマチュア野球】日本野球連盟は日本選手権大会、全日本クラブ選手権などJABA大会を中止[17]
  - 【大学野球】全日本大学野球連盟は全日本選手権を8月12日から神宮開催に延期すると発表[18]
  - 【独立・ルートインBCリーグ】 開幕を「5月中旬以降」に再延期するとともに、4月3日 - 17日はすべての対外試合を禁止すると発表した[19]。
- 8日 - 【独立・四国アイランドリーグplus】「4月24日以降」としていた公式戦開幕日について「現時点で決定することは困難」と発表[20]。
- 13日 - 【独立・関西独立リーグ】「4月26日」としていた公式戦開幕日を「5月7日以降」に再延期することを発表[21]。
- 30日 - 【独立・ルートインBCリーグ】 開幕を「6月中旬以降」に再々延期すると発表[22]。

### 5月
- 7日 - 【大学野球】東京新大学野球連盟は春季リーグ戦を中止にすると発表[23]。
- 11日 - 【アメリカ大学野球】サン・ジャシント大学（英語版）のルーク・リトルが球速105mp (約169km/h)の投球を動画で公開[24]。同投手は2020年のMLBドラフトでシカゴ・カブスより4巡目で指名された。
- 12日
  - 【大学野球】全日本大学野球連盟は8月12日から開催される予定であった全日本大学野球選手権について中止すると発表[25]。
  - 【大学野球】南東北大学野球連盟は春季リーグ戦を中止にすると発表[26]。
- 13日
  - 【大学野球】仙台六大学野球連盟は春季リーグ戦を中止にすると発表[27]。
  - 【大学野球】近畿学生野球連盟は春季リーグ戦を中止にすると発表[28]。
  - 【大学野球】愛知大学野球連盟は春季リーグ戦を中止にすると発表[29]。
- 14日 - 【大学野球】九州地区大学野球連盟は九州ブロック大会を北部・南部ともに中止にすると発表[30]。
- 16日 - 【大学野球】四国地区大学野球連盟は春季リーグ戦を中止にすると発表[31]。
- 19日 - 【大学野球】神奈川大学野球連盟は春季リーグ戦を中止にすると発表[32]。
- 20日
  - 【高校野球】日本高等学校野球連盟は8月10日 - 25日（休養日2日含む）の合計16日間、開催を予定していた第102回全国高等学校野球選手権大会（阪神甲子園球場）について、この日開催した大会運営委員会及び連盟理事会などで対応を協議し、「新型コロナウイルス感染拡大の影響などにより、本大会並びに予選となる各都道府県大会について全て開催を中止する」ことを決定した[33]。
  - 【高校野球】日本高等学校野球連盟は8月26日 - 31日の6日間、開催を予定していた第65回全国高等学校軟式野球選手権大会（兵庫県・明石トーカロ球場／ウインク球場）についてこの日の理事会にて「新型コロナウイルス感染拡大の影響などにより開催を中止する」ことを決定し、発表した[34]。
- 21日 - 【大学野球】阪神大学野球連盟は、6月21日に延期しての開催を目指していた春季リーグ戦の中止を発表[35]。
- 22日 - 【大学野球】北海道学生野球連盟は、6月20日に延期しての開催を目指していた北海道六大学春季リーグ戦の中止を発表[36]。
- 23日
  - 【大学野球】首都大学野球連盟は、春季リーグ戦及び8月に予定していた新人戦の中止を発表[37]。
  - 【大学野球】中国地区大学野球連盟は、春季リーグ戦及び代替試合の中止を発表[38]。
  - 【大学野球】関甲新学生野球連盟は、春季リーグ戦を中止、代替として8月にトーナメント式のエキシビションを実施する事を発表[39]。
- 25日
  - 【大学野球】東海地区大学野球連盟は、所属する3県で春季リーグ戦の中止が決定したことを受け、東海地区大学春季選手権の中止を発表[40]。
  - 【大学野球】札幌学生野球連盟は、春季リーグ戦の中止を発表[41]。
- 28日 - 【大学野球】九州六大学野球連盟は春季リーグ戦を中止すると発表[42]。
- 30日
  - 【独立・北海道BL】北海道初の独立リーグとなる北海道ベースボールリーグが美唄市営球場で初の公式戦となる美唄ブラックダイヤモンズ対レラハンクス富良野BCの試合を無観客で実施し、富良野が9対4で勝利した[43]。
  - 【大学野球】北東北大学野球連盟は、春季リーグ戦の中止を発表　[44]。

### 6月
- 1日 - 【独立・四国アイランドリーグplus】公式戦の開幕を6月20日とすることを発表[45]。当面は無観客で開催し、特別ルールを採用するとしている[45]。
- 2日 - 【独立・関西独立リーグ】公式戦の開幕を6月13日とすることを発表[46]。試合数が当初予定の63%（96試合→60試合）となるほか、雨天時の振替は実施しない[46]。観客対応は球団によって異なり、兵庫ブルーサンダーズと和歌山ファイティングバーズは無観客でスタートするのに対し、06BULLSと堺シュライクスは感染症対策を施した上で有観客で開催する[46]。
- 5日
  - 【独立・ルートインBCリーグ】公式戦の開幕を6月20日とすることを発表[47]。リーグ戦は1シーズン制となり、近隣県のチームによる6グループ・3地区制で開催されることになった[48]。
  - 【大学野球】全日本大学野球連盟は、所属する26大学野球連盟について、春季リーグの対応が出そろったとして発表。東京六大学野球連盟・関西学生野球連盟・関西六大学野球連盟が延期しての開催。その他のリーグは中止、うち10連盟が代替試合を検討[49]。
- 10日 - 【高校野球】日本高等学校野球連盟は、中止となった選抜高等学校野球大会に出場予定だった32校による交流試合を、同じく中止となった全国高等学校野球選手権大会の開催期間（8月10～12・15～17日）に阪神甲子園球場で開催することを発表[50]。

### 7月
- 13日
  - 【独立・四国アイランドリーグplus】高知ファイティングドッグスの選手1名から新型コロナウイルス感染症の陽性反応が検出され、リーグは13日と14日の全試合、ならびに高知の7月中の全試合を中止することを発表した[51][52]。
  - 【独立・関西独立リーグ】06BULLSの選手が新型コロナウイルス感染者と濃厚接触があったことが判明し、この日よりチームの活動を停止[53]。
  - 【独立・ルートインBCリーグ】埼玉武蔵ヒートベアーズは田澤純一との契約に合意。同年3月までMLB・シンシナティ・レッズ傘下所属で、MLB通算388試合登板した投手[54]。
- 16日 - 【独立・関西独立リーグ】前記の06BULLS選手についてPCR検査の結果、1名が陽性反応（無症状）と判明し、「経過観察期間」として7月17日から23日までの間にリーグで予定されていた試合を延期とした[55][56]。
- 27日 - 【独立・ルートインBCリーグ】オセアン滋賀ブラックスのチーム関係者に新型コロナウイルス感染症陽性反応者が出たことから、滋賀球団の活動を8月5日まで自粛することを発表した[57]。これに先立ち23日に滋賀と対戦した富山GRNサンダーバーズについては、26日の対石川ミリオンスターズ戦が中止となっている[58]。
- 31日 - 【独立】日本独立リーグ野球機構は、今年のグランドチャンピオンシップの開催を見送ることを発表した[59]。

### 8月
- 11日 - 【独立・関西独立リーグ】 公式戦日程確保のため、今年はチャンピオンシップを実施しないことを発表[60]。
- 15日 - 【大学野球・野球殿堂】 明治神宮野球場にて本年度野球殿堂顕彰者の石井連藏（早稲田大学第9代・14代野球部監督）と前田祐吉（慶應義塾大学第9代・14代野球部監督）の表彰式を執行した[61][62]。
- 17日 - 【KBO】サムスン・ライオンズの呉昇桓が日米韓通算で408セーブを記録、岩瀬仁紀の407セーブのアジア記録を更新[63]。

### 9月
- 11日 - 【独立・九州独立プロ野球リーグ】熊本ゴールデンラークスを母体とした独立リーグチームを発足させ、2021年3月より開始する新リーグに参加することを、新球団の運営会社「KPB Project」（熊本市）の関係者が熊本市内で記者会見を開いて発表した[64]。リーグにはほかに大分県を本拠とするチームが参加し、この2チーム同士のほかに福岡ソフトバンクホークス3軍等とも交流戦を実施する[64]。チーム名は公募の予定[64]。また、新リーグは日本独立リーグ野球機構に加盟申請の予定であることも発表されている[65]。
- 26日 - 【独立・北海道BL】美唄ブラックダイヤモンズが、美唄市営球場でおこなわれた「HBLチャンピオンシップ」第3戦でレラハンクス富良野BCに7対4で勝利して対戦成績を3勝0敗とし、初代のリーグ優勝チームとなる[66]。
- 27日 - 【独立・九州独立プロ野球リーグ】2021年に発足する独立リーグに参加予定の大分県の球団設立総会が大分市で開かれ、チーム名を「大分B-リングス」とすることが決定した[67][リンク切れ]。

### 10月
- 6日 - 【KBO】LGツインズの朴龍澤（パク・ヨンテク）が同リーグ初となる通算2500安打を達成（従来の最多は梁埈赫の2318安打）[68]。
- 9日 - 【高校野球・大学野球】日本学生野球協会は、11月20日からの開催が予定されていた第51回明治神宮野球大会の中止を発表。これにより、今年の学生野球の全国大会は全て中止となった[69]。
- 11日 - 【独立・関西独立リーグ】堺シュライクスは、06BULLS戦に5対3で勝利し、初優勝を達成[70]。この試合は原池公園野球場（くら寿司スタジアム堺）で開催された[71]。
- 17日
  - 【独立・九州独立プロ野球リーグ】熊本ゴールデンラークスを母体として発足する独立リーグ球団の名称が「火の国サラマンダーズ」に決定したことが発表される[72]。元オリックス・バファローズの馬原孝浩が「ピッチングGM」に就任することも同時に発表された[72]。
  - 【独立・ルートインBCリーグ】福井ワイルドラプターズは、福井県営球場でおこなわれた西地区チャンピオンシップで富山GRNサンダーバーズに4対2で勝利し、西地区優勝[73]。
- 18日 - 【独立・ルートインBCリーグ】地区チャンピオンシップが東地区（小山運動公園野球場）と中地区（松本四賀球場）で実施され、東地区は神奈川フューチャードリームスが栃木ゴールデンブレーブスに15対3で、中地区は信濃グランセローズが福島レッドホープスに12対6でそれぞれ勝利し、地区優勝を達成した[74][75]。また、この結果各地区の敗戦チームのうち、得失点差が最も少なかった富山GRNサンダーバーズがワイルドカードとしてリーグチャンピオンシップ準決勝に出場することが決まった[76]。
- 23日 - 【独立・四国アイランドリーグplus】徳島インディゴソックスは、高知市東部総合運動場野球場でおこなわれた対高知ファイティングドッグス戦に3対1で勝利し、2年連続6度目のリーグ優勝を達成した[77]。
- 27日 - 【独立・ルートインBCリーグ】神奈川フューチャードリームスは、平塚球場でおこなわれたリーグチャンピオンシップ決勝で、信濃グランセローズに1対0で勝利し、初のリーグ優勝を達成[78]。新規参入球団の参加初年度リーグ優勝は、リーグ史上初となる[78]。

### 11月
- 4日 - 【独立・九州独立プロ野球リーグ】2021年に開幕を予定している九州の独立リーグ運営組織「九州独立プロ野球機構」が設立会見を福岡市で開き、2021年3月20日から「火の国サラマンダーズ」と「大分B-リングス」の2チームによる公式戦36試合に、ソフトバンク3軍や四国アイランドリーグplus、琉球ブルーオーシャンズとの交流戦を加えた合計80試合を実施して、グランドチャンピオンシップにも参加予定であることを発表した[79][80]。機構の代表理事は田中敏弘が務める[79][80]。その後の報道で、リーグ名は「九州独立プロ野球リーグ」となることが明らかにされた[81]。
- 6日 - 【独立・関西独立リーグ】06BULLSは来シーズンの監督に、コーチの桜井広大の就任を発表した[82]。また、従来のNPO法人による運営から株式会社に変更することも併せて明らかにした[82]。
- 12日 - 【独立・ルートインBCリーグ】茨城アストロプラネッツは、北海道日本ハムファイターズ通訳でリーグの4球団に在籍歴のあるジョニー・セリスの監督就任を発表した[83]。
- 14日 - 【独立・ルートインBCリーグ】オセアン滋賀ブラックスは、育成コーチの柳川洋平の監督就任を発表した[84]。
- 16日 - 【独立・九州独立プロ野球リーグ】火の国サラマンダーズは、元中日ドラゴンズコーチの松岡功祐が総合コーチに内定したことを発表[85]。

### 12月
- 1日 - 【独立・九州独立プロ野球リーグ】大分B-リングスは、元NPB投手の廣田浩章の監督就任を発表した[86]。
- 4日 - 【独立・関西独立リーグ】新球団名を公募していた兵庫ブルーサンダーズは、一般から集められた名称案から6つに絞って実施した投票の結果、「神戸三田ブレイバーズ」に決定したと発表した[87]。
- 8日 - 【独立・九州独立プロ野球リーグ】火の国サラマンダーズは、元千葉ロッテマリーンズ捕手の細川亨が監督に就任することを発表した[88]。
- 17日 - 【独立・ルートインBCリーグ】富山GRNサンダーバーズは来シーズンの監督として、前北海道日本ハムファイターズコーチで、2017年まで監督を務めた吉岡雄二が4年ぶりに復帰・就任することを発表した[89][90]。
- 21日 - 【独立・四国アイランドリーグplus】香川オリーブガイナーズは、球団OBで元千葉ロッテマリーンズ選手の生山裕人が野手コーチに就任することを発表した[91]。
- 24日
  - 【独立・ルートインBCリーグ】新潟アルビレックス・ベースボール・クラブは、来シーズンの監督として非常勤総合コーチを務める橋上秀樹が10年ぶりに復帰することを発表した[92]。
  - 【独立・ルートインBCリーグ】ベースボール・チャレンジ・リーグは、2021年シーズンの開幕日・地区割り・キャンプインを発表し、地区割りについては2020年と同じ東中西の3地区制とすることを明らかにした[93]。
- 26日 【独立・北海道ベースボールリーグ】レラハンクス富良野BCが運営母体の変更に伴い「富良野ブルーリッジ」となることを北海道新聞が報じ、新球団のTwitterにおいても同様の言及がなされた（同日現在、リーグウェブサイトには記載なし）[94][95]。

## 競技結果

### 四国アイランドリーグplus
※四国アイランドリーグplusの結果
| 年間 | 年間                       | 年間 | 年間 | 年間 | 年間 | 年間 |
| 順位 | 球団                       | 勝   | 敗   | 分   | 勝率 | 差   |
| ---- | -------------------------- | ---- | ---- | ---- | ---- | ---- |
| 優勝 | 徳島インディゴソックス     | 35   | 20   | 11   | .538 | -    |
| 2位  | 高知ファイティングドッグス | 35   | 34   | 7    | .507 | 2.0  |
| 3位  | 香川オリーブガイナーズ     | 31   | 34   | 11   | .477 | 2.0  |
| 4位  | 愛媛マンダリンパイレーツ   | 27   | 35   | 14   | .435 | 2.5  |

（徳島は2年連続6回目のリーグ優勝）

### ベースボール・チャレンジ・リーグ
※ベースボール・チャレンジ・リーグの結果
| 東地区 | 東地区    | 東地区    | 東地区    | 東地区    | 東地区    | 東地区    | 東地区    | 東地区    | 東地区    | 東地区    | 東地区    | 東地区    |
|        | グループA | グループA | グループA | グループA | グループA | グループA | グループB | グループB | グループB | グループB | グループB | グループB |
| 順位   | 球団      | 勝        | 敗        | 分        | 勝率      | 差        | 球団      | 勝        | 敗        | 分        | 勝率      | 差        |
| ------ | --------- | --------- | --------- | --------- | --------- | --------- | --------- | --------- | --------- | --------- | --------- | --------- |
| 1位    | 栃木      | 41        | 13        | 6         | .759      | -         | 神奈川    | 34        | 17        | 8         | .667      | -         |
| 2位    | 茨城      | 7         | 49        | 4         | .125      | 35.0      | 埼玉      | 24        | 27        | 8         | .471      | 10.0      |

| 中地区 | 中地区    | 中地区    | 中地区    | 中地区    | 中地区    | 中地区    | 中地区    | 中地区    | 中地区    | 中地区    | 中地区    | 中地区    |
|        | グループC | グループC | グループC | グループC | グループC | グループC | グループD | グループD | グループD | グループD | グループD | グループD |
| 順位   | 球団      | 勝        | 敗        | 分        | 勝率      | 差        | 球団      | 勝        | 敗        | 分        | 勝率      | 差        |
| ------ | --------- | --------- | --------- | --------- | --------- | --------- | --------- | --------- | --------- | --------- | --------- | --------- |
| 1位    | 福島      | 27        | 27        | 6         | .500      | -         | 信濃      | 37        | 13        | 3         | .740      | -         |
| 2位    | 新潟      | 21        | 35        | 4         | .375      | 7.0       | 群馬      | 20        | 30        | 10        | .400      | 17.0      |

| 西地区 | 西地区    | 西地区    | 西地区    | 西地区    | 西地区    | 西地区    | 西地区    | 西地区    | 西地区    | 西地区    | 西地区    | 西地区    |
|        | グループE | グループE | グループE | グループE | グループE | グループE | グループF | グループF | グループF | グループF | グループF | グループF |
| 順位   | 球団      | 勝        | 敗        | 分        | 勝率      | 差        | 球団      | 勝        | 敗        | 分        | 勝率      | 差        |
| ------ | --------- | --------- | --------- | --------- | --------- | --------- | --------- | --------- | --------- | --------- | --------- | --------- |
| 1位    | 富山      | 31        | 22        | 7         | .585      | -         | 福井      | 43        | 9         | 6         | .827      | -         |
| 2位    | 石川      | 24        | 27        | 9         | .471      | 6.0       | 滋賀      | 7         | 47        | 4         | .130      | 37.0      |

#### プレーオフシリーズ
- 東地区 10月18日（小山運動公園野球場）

神奈川 15 - 3 栃木
- 中地区 10月18日（松本四賀球場）

信濃 12 - 6 福島
- 西地区 10月17日（福井県営球場）

福井 4 - 2 富山　
上記の結果、リーグチャンピオンシップ準決勝のワイルドカード（得失点差最小の敗北チーム）は富山となる。
- リーグチャンピオンシップ
  - 準決勝 10月21日

神奈川 10 - 9 富山 （海老名運動公園野球場）
信濃　6x - 5 福井 （長野オリンピックスタジアム、延長10回）
- - 決勝 10月27日（平塚球場）

神奈川 1 - 0 信濃
（神奈川は初優勝）

### グランドチャンピオンシップ
今年度は中止。

### 関西独立リーグ
※関西独立リーグの結果
リーグ戦
| 年間 | 年間                       | 年間 | 年間 | 年間 | 年間 | 年間 |
| 順位 | 球団                       | 勝   | 敗   | 分   | 勝率 | 差   |
| ---- | -------------------------- | ---- | ---- | ---- | ---- | ---- |
| 優勝 | 堺シュライクス             | 18   | 8    | 1    | .692 | -    |
| 2位  | 和歌山ファイティングバーズ | 12   | 10   | 3    | .545 | 4.0  |
| 3位  | 06BULLS                    | 11   | 15   | 1    | .423 | 7.0  |
| 4位  | 兵庫ブルーサンダーズ       | 9    | 17   | 1    | .346 | 9.0  |

（堺は初優勝）
リーグチャンピオンシップ
今年度は中止。

### 北海道ベースボールリーグ
※北海道ベースボールリーグの結果
| 年間 | 年間                     | 年間 | 年間 | 年間 | 年間 | 年間 |
| 順位 | 球団                     | 勝   | 敗   | 分   | 勝率 | 差   |
| ---- | ------------------------ | ---- | ---- | ---- | ---- | ---- |
| 1位  | 美唄ブラックダイヤモンズ | 37   | 21   | 3    | .638 | -    |
| 2位  | レラハンクス富良野BC     | 21   | 37   | 3    | .362 | 16.0 |

#### リーグチャンピオンシップ
- 9月20日・21日・26日（美唄市営球場）

第1戦 美唄 3x - 2 富良野
第2戦 美唄 7 - 6 富良野
第3戦 美唄 7 - 4 富良野
（美唄は初優勝）

### 社会人野球
- 第91回都市対抗野球大会（11月22日‐12月3日・東京ドーム）

決勝：Honda（狭山市） 4 - 1NTT東日本（東京都）（11年ぶり3回目）

### 大学野球
- 第69回全日本大学野球選手権大会

新型コロナウイルス感染症の流行の為、中止
- 第51回明治神宮野球大会

新型コロナウイルス感染症の流行の為、中止
- 各大学リーグ結果（太字は大学選手権、明治神宮大会出場権を得た大学）
東京六大学野球連盟・関西学生野球連盟・関西六大学野球連盟を除く大学連盟の春季リーグは、新型コロナウイルス感染拡大問題を受け、開催中止[49]
  - 北海道学生野球連盟
1部秋季優勝：苫小牧駒大
2部秋季優勝：釧路公立大
  - 札幌学生野球連盟
1部秋季優勝：星槎道都大
2部秋季優勝：北大
3部秋季優勝：北星学園大
  - 北東北大学野球連盟
1部秋季優勝：富士大
2部秋季優勝：盛岡大
3部秋季優勝：新型コロナウイルス感染拡大問題を受け中止
  - 仙台六大学野球連盟
秋季優勝：東北福祉大
  - 南東北大学野球連盟
1部秋季優勝：東日本国際大
2部秋季優勝：中止
    - 関東地区大学野球選手権大会優勝：桐蔭横浜大

  - 千葉県大学野球連盟
1部秋季優勝：中央学院大 国際武道大【両大学同率優勝】
2部秋季優勝：千葉商科大
3部秋季優勝：千葉大
  - 関甲新学生野球連盟
1部秋季優勝：上武大
2部秋季優勝：松本大
  - 東京新大学野球連盟
1部秋季優勝：創価大
2部秋季優勝：中止
3部秋季優勝：中止
4部秋季優勝：中止
  - 東京六大学野球連盟
春季優勝：法大
秋季優勝：早大
  - 東都大学野球連盟
1部秋季優勝：亜大
2部秋季優勝：青学大
3部秋季優勝：東農大
4部秋季優勝：一橋大
  - 首都大学野球連盟
1部秋季優勝：日体大
2部秋季優勝：城西大
  - 神奈川大学野球連盟
1部秋季優勝：桐蔭横浜大
2部秋季優勝：松蔭大学
  - 愛知大学野球連盟
1部秋季優勝：中京大
2部秋季優勝：愛知東邦大
3部秋季優勝：名経大
    - 東海・北陸・愛知三連盟王座決定戦

  - 東海地区大学野球連盟
    - 岐阜学生野球連盟秋季優勝：中部学院大
    - 三重学生野球連盟秋季優勝：皇學館大
    - 静岡学生野球連盟秋季優勝：日本大学国際関係学部

  - 北陸大学野球連盟
1部秋季優勝：福井工大
2部秋季優勝：金沢大
  - 関西学生野球連盟
秋季優勝：近大
  - 関西六大学野球連盟
春季優勝：リーグ戦は実施せず代替試合を実施
秋季優勝：大商大
  - 阪神大学野球連盟
1部秋季優勝：関西国際大
2部東リーグ秋季優勝：関西外国語大
2部西リーグ秋季優勝：神戸国際大
  - 近畿学生野球連盟
1部秋季優勝：奈良学園大
2部秋季優勝：大阪観光大
3部秋季優勝：神戸医療福祉大
  - 京滋大学野球連盟
1部秋季優勝：佛教大
2部秋季優勝：滋賀県立大
  - 広島六大学野球連盟
秋季優勝：広島経済大
  - 中国地区大学野球連盟
1部秋季優勝：環太平洋大
2部秋季優勝：至誠館大
3部秋季優勝：広島国際大
4部秋季優勝：倉敷芸術科学大
  - 四国地区大学野球連盟
1部秋季優勝：高知工科大
2部秋季優勝：聖カタリナ大
  - 九州六大学野球連盟
秋季優勝：福岡大
  - 福岡六大学野球連盟
秋季優勝：九産大
  - 九州地区大学野球連盟
    - 北部九州ブロック1部秋期優勝：日本文理大
    - 北部九州ブロック2部秋期優勝：長崎国際大
    - 九州地区大学野球選手権南部九州ブロック大会：
    - 熊本県支部秋季優勝：東海大九州キャンパス
    - 宮崎県支部秋季優勝：宮崎産業経営大
    - 鹿児島県支部秋季優勝：鹿屋体育大
    - 沖縄県支部秋季優勝：沖縄大

### 高校野球

#### 男子
- 第92回選抜高等学校野球大会（3月19日 - 3月31日、阪神甲子園球場）
  - 新型コロナウイルス感染拡大問題を受け、開催中止[9]。
- 第102回全国高等学校野球選手権大会（8月10日 - 8月25日、阪神甲子園球場）
  - 新型コロナウイルス感染拡大問題を受け、開催中止[33]。
- 2020年甲子園高校野球交流試合（8月10日 - 12日、15日 - 17日、阪神甲子園球場）（13、14日は予備日）
  - 先述の選抜大会中止に伴う代替試合[50]。
- 第65回全国高等学校軟式野球選手権大会
  - 新型コロナウイルス感染拡大問題を受け、開催中止[34]。
- 第75回国民体育大会（10月3日 - 10月13日、鹿児島県立鴨池野球場他）
  - 新型コロナウイルス感染拡大問題を受け、開催中止。鹿児島県での国体開催は2023年に変更[97]。
- 第51回明治神宮野球大会高校の部（11月20日 - 11月25日、明治神宮野球場）
  - 新型コロナウイルス感染拡大問題を受け、開催中止[69]。

#### 女子
- 第21回全国高等学校女子硬式野球選抜大会
  - 新型コロナウイルス感染拡大問題を受け、開催中止[7]。
- 第24回全国高等学校女子硬式野球選手権大会
  - 新型コロナウイルス感染拡大問題を受け、開催中止[98]

## 死去

### 1月
- 1日 - ドン・ラーセン：ニューヨーク・ヤンキース投手、ワールドシリーズ唯一の完全試合達成者（* 1929年）[99]
- 17日 - 高木守道：中日ドラゴンズ内野手、監督、コーチ。二代目ミスタードラゴンズ、野球殿堂（* 1941年）[100]
- 19日 - 重光武雄：千葉ロッテマリーンズ球団オーナー（* 1921年）[101]
- 28日 - ナルシソ・エルビラ：大阪近鉄バファローズ投手、NPBで20世紀最後のノーヒットノーラン達成者（* 1967年）[102]

### 2月
- 7日 - エンジェル・エチェバリア：北海道日本ハムファイターズ外野手（* 1971年）[103]
- 11日 - 野村克也：南海ホークス捕手、監督、ロッテオリオンズ→西武ライオンズ捕手、ヤクルトスワローズ、阪神タイガース、東北楽天ゴールデンイーグルス監督、野球殿堂 (* 1935年）[104]
- 15日 - トニー・フェルナンデス：埼玉西武ライオンズ内野手、MLB通算2276安打（* 1962年）[105]
- 28日 - ジョニー・アントネッリ（英語版）：サンフランシスコ・ジャイアンツ他、投手、MLBオールスターゲーム6回、最優秀防御率1回、1954年のワールドシリーズ優勝、通算126勝・1162奪三振（* 1930年）[106]

### 3月
- 16日 - 菱川章：中日ドラゴンズ、日拓ホームフライヤーズ外野手（* 1947年）[107]
- 22日 - 金田義倫：阪急ブレーブス投手、オリックス野球クラブ管理部長（* 1946年）[108]
- 26日 - ジミー・ウィン：ヒューストン・アストロズ他、外野手、MLBオールスターゲーム3回、通算1665安打・291本塁打・964打点・225盗塁（* 1942年）[109]

### 4月
- 1日 - エド・ファーマー（英語版）：シカゴ・ホワイトソックス他投手、野球解説者（* 1949年）[110]
- 6日 - アル・ケーライン：デトロイト・タイガース外野手、アメリカ野球殿堂、1968年のワールドシリーズ優勝、通算3007安打・399本塁打・1583打点・137盗塁（* 1934年）[111]
- 9日 - 関根潤三：近鉄パールズ投手、外野手、ヤクルトスワローズ監督等、史上初めて投手と野手の両方でオールスターにファン投票で選出、野球殿堂（* 1927年）[112]
- 12日 - 坂東一彦：BAN BASEBALL CLUB監督（* 1954年もしくは1955年）[113][114]
- 15日 - ダマソ・ガルシア：トロント・ブルージェイズ他、二塁手、MLBオールスターゲーム2回、通算1108安打・203盗塁（* 1957年）[115]
- 19日 - スティーブ・ダルコウスキー：MLBマイナーリーガー、投手（* 1939年）[116]

### 5月
- 1日 - マット・キーオ：オークランド・アスレティックス、阪神タイガース投手（* 1955年）[117]
- 3日 - エルドレッド・ソルトウェル（英語版）：シカゴ・カブス元副社長、秘書補佐官、会計補佐、ゼネラルマネージャー、秘書、コンサルタント（* 1924年）[118]
- 6日 - メアリー・プラット（英語版）：全米女子プロ野球リーグ、ロックフォード・ピーチズ（英語版）投手、創設メンバー最後の生存者（* 1918年）[119]
- 14日 - ボブ・ワトソン：ヒューストン・アストロズ他、一塁手、GM、MLB機構副会長、MLBオールスターゲーム2回、通算1826安打、184本塁打、989打点（* 1946年）[120]
- 16日 - 本郷良直：高校野球審判員、元日本高等学校野球連盟評議員・審判規則委員（* 1941年?）[121]
- 19日
  - 田中一朗：南海ホークス外野手、若鷹寮初代寮長（* 1932年）[122][123]
  - 松田昌士：元東日本旅客鉄道社長、会長、門司鉄道管理局硬式野球部部長、全日本アマチュア野球連盟会長、全日本野球会議日本代表編成委員長（* 1936年）[124]
- 31日 - ボブ・ベネット（英語版）：野球指導者（* 1933年）[125]

### 6月
- 13日 - マイク・マコーミック：サンフランシスコ・ジャイアンツ他、投手、サイ・ヤング賞1回、MLBオールスターゲーム2回、通算134勝・1321奪三振（* 1938年）[126]
- 27日 - 戸田忠男：中日ドラゴンズ選手（* 1936年）[127]

### 7月
- 6日
  - 渡田均：元プロ野球審判員（* 1958年）[128]
  - 望月一：広島東洋カープ、福岡ダイエーホークス投手、トレーナー（* 1968年）[129]
- 16日 - トニー・テイラー：フィラデルフィア・フィリーズ他、二塁手、MLBオールスターゲーム1回、通算2007安打・234盗塁（* 1935年）[130]
- 29日 - ジョン・マクナマラ（英語版）：ボストン・レッドソックス監督（* 1932年）[131]

### 8月
- 7日 - 宮井勝成：野球指導者、元中央大学・早稲田実業学校硬式野球部監督（* 1926年）[132]
- 11日 - 山本泰：元PL学園高等学校硬式野球部監督、鶴岡一人の実息（* 1945年）[133]
- 12日 - 砂原幸雄：横浜ベイスターズ球団元オーナー（* 1937年）[134]
- 27日 - 福嶋一雄：元アマチュア野球選手、野球殿堂者、甲子園の土を最初に持ち帰った球児（* 1931年）[135]
- 31日
  - 黒田脩：元アマチュア野球選手、戦後初めて開催された第28回全国中等学校優勝野球大会において戦後最初の打者（* 1929年）[136]
  - トム・シーバー：ニューヨーク・メッツ他投手、アメリカ野球殿堂、1969年のワールドシリーズ優勝（ミラクルメッツ）、サイ・ヤング賞3回、通算311勝、3640奪三振（* 1944年）[137]

### 9月
- 6日 - ルー・ブロック：セントルイス・カージナルス他、外野手、アメリカ野球殿堂、ワールドシリーズ優勝2回、MLB通算盗塁数・シーズン盗塁数、歴代2位、3023安打（* 1939年）[138]
- 15日
  - 黒田真二：ヤクルトスワローズ投手（* 1958年）[139]
  - 川村隆史：福岡ソフトバンクホークス3軍コンディショニング担当（* 1965年）[140][141]

### 10月
- 2日
  - ボブ・ギブソン：セントルイス・カージナルス投手、アメリカ野球殿堂、サイ・ヤング賞2回、通算251勝・3117奪三振、特別アドバイザー（* 1935年）[142]
  - ロン・ペラノスキー（英語版）：ロサンゼルス・ドジャース、ミネソタ・ツインズ投手、ワールドシリーズ優勝2回、コーチ（* 1936年）[143]
- 3日 - チャーリー・ヘイガー：シカゴ・ホワイトソックス、サンディエゴ・パドレス、ロサンゼルス・ドジャース投手、ナックルボーラー（* 1983年）[144]
- 8日 - ホワイティー・フォード：ニューヨーク・ヤンキース投手、ワールドシリーズ優勝6回、サイ・ヤング賞1回、通算236勝（* 1928年）[145]
- 9日 - 橋本武徳：高校野球指導者、天理高等学校野球部前監督（* 1944年）[146]
- 11日 - ジョー・モーガン：シンシナティ・レッズ他、二塁手、アメリカ野球殿堂、ビッグレッドマシン、ワールドシリーズ優勝2回、MVP2回、通算2517安打、268本塁打、1133打点、689盗塁（* 1943年）[147]
- 29日 - ジム・ヒックス：広島東洋カープ外野手（* 1940年）[148]

### 11月
- 5日 - ジョニー・パリデス：ヤクルトスワローズ二塁手（* 1962年）[149]
- 13日 - 大津淳：阪神タイガース外野手（* 1932年）[150]
- 15日 - 保科昭彦：読売ジャイアンツ元球団代表（* 1932年）[151]
- 24日 - 木内幸男：高校野球指導者、土浦第一、取手第二、常総学院野球部元監督（* 1931年）[152]

### 12月
- 7日 - ディック・アレン：フィラデルフィア・フィリーズ他、三塁手、MVP1回、MLBオールスターゲーム7回、通算1848安打・351本塁打・1119打点・133盗塁（* 1942年）[153]
- 26日 - フィル・ニークロ：アトランタ・ブレーブス他、投手、アメリカ野球殿堂、ナックルボーラー、通算318勝、3342奪三振（* 1939年）[154]
- 2020年に亡くなったMLBの選手および監督の一覧[155]